# Actinodontium rhaphidostegum
Actinodontium rhaphidostegum är en bladmossart som beskrevs av Roelof Benjamin van den Bosch och Sande Lacoste 1862. Actinodontium rhaphidostegum ingår i släktet Actinodontium och familjen Daltoniaceae. Inga underarter finns listade i Catalogue of Life.